# Allegorisk bibeltolkning
Den allegoriska bibeltolkningen (sensus alegoricus) innebär att texter i Bibeln tolkas som liknelser, bilder, typologier och symboler. 
Den allegoriska bibeltolkningen sensus alegoricus har sina rötter i Filon från Alexandria och Origenes. Det var särskilt Gamla Testamentet som man ville tolka allegoriskt. 
Metoden har varit vanlig bland mystiker i alla tider, dock mindre inom protestantismen, men där fick den en ordentlig renässans hos Emanuel Swedenborg. Han tolkade t.ex. skapelseberättelsen som en allegori över stadierna i den nya födelsen.
Men den lutherska kyrkan har alltid haft sina allegoriker. C.Wagner-Groben var en fin allegoriker i sin bok om Jakob. Otto Funcke likaså i sina böcker om Abraham, Josef och Jona. I Norden var det främst Carl Skovgaard-Petersen som var mästare i konsten, med sina fina psykologiska spiritualiseringar av gestalter i Gamla Testamentet. 
Inom Helgelserörelsen blev metoden mycket populär. Plymouthbrodern C.H.MacIntosh är väl den mest kända av alla allegoriska bibeltolkare. I nyare tidens Sverige är det särskilt Wilhelm Bergling som odlat metoden. Den är rätt ovanlig utanför mystikernas kretsar. Hjalmar Ekström fann den kristna mystiken på varje blad i bibeln. Ty han läste den allegoriskt. Han erkände dock att det fanns andra sätt att läsa den på, som det historiska. Ekströms bok "Salomos Höga Visa. En framställning" (1937) är ett typiskt uttryck för den förkärlek för Höga Visans allegorier som alltid fänglsat mystikerna.